# Grandia (djur)
Grandia är ett släkte av steklar. Grandia ingår i familjen bracksteklar.
Kladogram enligt Catalogue of Life:
| Grandia | \| \| Grandia cynaraphila \| \| \| \| \| \| Grandia mesasiatica \| \| \| \| |
|         | \| \| Grandia cynaraphila \| \| \| \| \| \| Grandia mesasiatica \| \| \| \| |
|         | Grandia cynaraphila                                                         |
|         |                                                                             |
|         | Grandia mesasiatica                                                         |
|         |                                                                             |